# Hirtodrosophila spinicauda
Hirtodrosophila spinicauda är en tvåvingeart som först beskrevs av Malloch 1926.  Hirtodrosophila spinicauda ingår i släktet Hirtodrosophila och familjen daggflugor. Inga underarter finns listade i Catalogue of Life.